# Deurningen

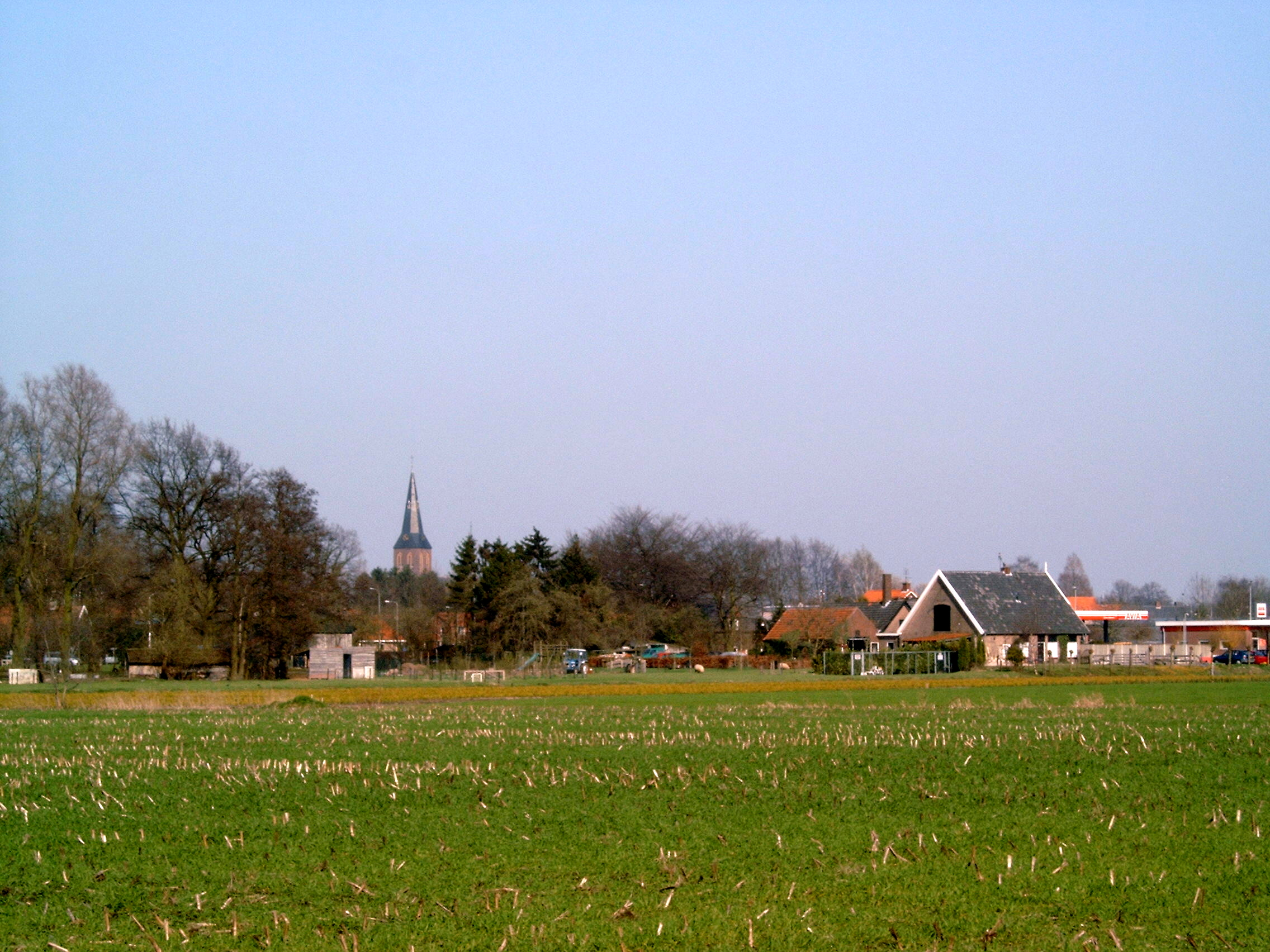
Blik op Deurningen

Deurningen is een kerkdorp in de Twentse gemeente Dinkelland in de Nederlandse provincie Overijssel. Het dorp ligt ten noordoosten van Hengelo. Tot 1 januari 2001 maakte het dorp deel uit van de gemeente Weerselo, die tijdens de gemeentelijke herindeling samen is gegaan met de gemeenten Ootmarsum en Denekamp in gemeente Dinkelland. Op 1 januari 2023 telde het dorp 1.995 inwoners.

## Geografie
Deurningen ligt aan de Deurningerbeek, die vanaf het zuidwesten van Oldenzaal naar Hertme en Zenderen stroomt.

## Geschiedenis
De oorsprong van de naam Deurningen is niet makkelijk verklaarbaar. In oude geschriften is vaak niet duidelijk of het om Deurningen of om Noord Deurningen gaat, een dorp tussen Denekamp en Nordhorn, dat tegenwoordig ook in de gemeente Dinkelland gelegen is. De buurschap Deurningen was in de Middeleeuwen een marke onder het richterambt Oldenzaal. Toen viel Deurningen ook onder de parochie van Oldenzaal, zoals vele andere omliggende dorpen. In 1665 scheidde het dorp zich samen met Rossum, Saasveld en De Lutte af van deze parochie. Tot 1760 viel Deurningen vervolgens onder de parochie Saasveld, daarna werd het een zelfstandige parochie. Als kerkpatroon werd de H. Plechelmus gekozen, een Schotse monnik uit de 8e eeuw, wiens naamdag op 8 mei wordt gevierd. Deze keuze lag voor de hand, gezien de nauwe historische banden met de parochie in Oldenzaal. In 1787 kwam de eerste kerk gereed. In 1885 werden de parochiegrenzen officieel vastgelegd. Onder de parochie Deurningen vielen sindsdien de buurtschappen Hasselo (waar nu de Hengelose wijk Hasseler Es gelegen is) en Gammelke en een groot deel van de buurtschap Deurningen. In de 20e eeuw werden de grenzen van de parochie Deurningen meermaals herzien, met name vanwege uitbreiding van de steden Oldenzaal en Hengelo. Het dorp is nog altijd voornamelijk rooms-katholiek qua signatuur.

## Sport en recreatie
Deze plaats is gelegen aan de Europese wandelroute E11, ter plaatse ook wel Marskramerpad of Handelsweg geheten.
Deurningen heeft ook een eigen sportvereniging, DSVD (Deurningse Sport vereniging Deurningen) . Bij deze sportvereniging kunnen diverse sporten bedreven worden, waaronder voetbal, handbal, volleybal en gymnastiek. Het voetbal speelt zich af op Sportpark Het Hoge Vonder, waar ook het eerste elftal zijn wedstrijden speelt. Het eerste elftal speelt in het seizoen 2012/2013 in de Derde Klasse zondagamateurs. Het handbal speelt zich deels af op hetzelfde terrein als het voetbal, maar men wijkt ook geregeld uit naar de nabijgelegen sporthal. Het volleybal en de gymnastiek vinden tevens plaats in deze sporthal.
Verder heeft Deurningen ook een eigen muziekschool, het Spölhoes. Op deze accommodatie worden voor diverse instrumenten als de blokfluit, de klarinet en de trompet lessen gegeven door gediplomeerde muziekleraren. Bovendien heeft het Spölhoes een eigen orkest. Dit orkest treedt regelmatig op bij festiviteiten in het dorp.
Jaarlijks worden in het eerste weekend van de bouwvak de Fancy Fair Feesten (FFF) gehouden. Deze feesten duren enkele dagen. Op het feestterrein zijn diverse attracties aanwezig, waaronder botsauto's en grijpautomaten. Er is vaak een grote tent opgezet, waar voornamelijk 's avonds optredens plaatsvinden van bekende en minder bekende artiesten.